# 帰省なう
帰省なう（きせいなう）は、北海道テレビ放送（HTB）にて2011年10月6日から同年12月22日まで、毎週木曜日24:50 - 25:05（JST）に放送されていた深夜番組。全12回。

## 概要
『HTB深夜開拓魂』第5作。
北海道出身の著名人・芸能人が忙しい合間を縫って行う里帰りに密着したドキュメントバラエティ。同枠とその前座番組『美女動画』のプロデューサーを務める戸島龍太郎が企画としてクレジットされている。ナレーションは黒岩孝康（札幌スーパーギャグメッセンジャーズ）が担当。
『HTB深夜開拓魂』枠としては初のデータ放送連動番組となった。
レギュラー放送後にはスペシャル番組として同年12月31日に『帰省なう年末スペシャル』、2014年3月8日には『平成ノブシコブシの帰省なうスペシャル 2014』が放送され、2021年7月には『帰省なう あれから』を放送。

## サブタイトル・出演者
| 回  | 放送日         | サブタイトル                              | 出演者                                                                                               |
| --- | -------------- | ----------------------------------------- | --- |
| 1   | 2011年 10月6日 | 故郷がキライ                              | 内藤大助（元WBC世界フライ級王者）                                                                    |
| 2   | 10月13日       | ケンカするほど…                           | 内藤大助（元WBC世界フライ級王者）                                                                    |
| 3   | 10月20日       | いくつになっても…                         | 吉村崇（平成ノブシコブシ）                                                                           |
| 4   | 10月27日       | 父ひとり、子ひとり                        | 吉村崇（平成ノブシコブシ）                                                                           |
| 5   | 11月3日        | 芸人として、息子として                    | 吉村崇（平成ノブシコブシ）                                                                           |
| 6   | 11月10日       | ガケっぷちだよ、人生は…                   | 長谷川雅紀（お笑い芸人、現錦鯉）                                                                     |
| 7   | 11月17日       | 涙、ナミダの母の味                        | 長谷川雅紀（お笑い芸人、現錦鯉）                                                                     |
| 8   | 11月24日       | 言えない悩み                              | バービー（フォーリンラブ）                                                                           |
| 9   | 12月1日        | 見えない夢                                | バービー（フォーリンラブ）                                                                           |
| 10  | 12月8日        | 前に進め                                  | バービー（フォーリンラブ）                                                                           |
| 11  | 12月15日       | ドライな親子                              | 木下博勝（医師・大学教授・タレント）                                                                 |
| 12  | 12月22日       | 親から子へ                                | 木下博勝（医師・大学教授・タレント）                                                                 |
| SP1 | 12月31日       | 帰省なう年末スペシャル                    | 吉村崇、長谷川雅紀                                                                                   |
| SP2 | 2014年 3月8日  | 平成ノブシコブシの帰省なうスペシャル 2014 | 杉村太蔵、高橋ジョージ ナレーション：西野志海（HTBアナウンサー）                                     |
| SP3 | 2021年 7月21日 | 帰省なう あれから…                        | 錦鯉（長谷川雅紀、渡辺隆） ナビゲーター：室岡里美 （HTBアナウンサー）、オクラホマ ナレーター：窪田等 |

## 番組テーマ曲
- 『遠くの君へ』作詞・作曲：安田貴広、歌：Ao（アオ）
アルバム「スペースオペラ」（2009年9月2日発売・QWCH-1009）に収録。

## スタッフ
- 企画：戸島龍太郎
- カメラ：道下学、図司祐介、三戸史雄、小林直人
- 音声：浅野光宏、松澤聡、佐賀亮太
- 音効：百石仁（FINE）
- 美術：BgBee
- WEB：HTBポッドキャスト1号
- ディレクター：窪井響、平尾由佳子、工藤遼
- プロデューサー：勇寿憲
- 制作著作：北海道テレビ放送